# Tokyo Babylon
Tokyo Babylon (яп. 東京 BABYLON Tokyo Babiron) — манга арт-группы CLAMP, экранизированная в виде OVA и фильма с живыми актёрами. В 2011 году манга была лицензирована компанией Dark Horse Comics.
Серия рассказывает о Субару Сумэраги, главе клана магов, его сестре Хокуто и их друге — Сэйсиро Сакурадзуке.

## Сюжет
Главными героями Токио Вавилона являются 16-летний тринадцатый глава клана магов оммёдзи Субару Сумэраги, его сестра Хокуто и подружившийся с ними ветеринар Сэйсиро Сакурадзука. Основная сюжетная линия манги построена на разнообразных сверхъестественных происшествиях, с которыми вынужден сталкиваться по работе Субару. На фоне этого развиваются характеры персонажей: в скором времени выясняется, что и Сэйсиро владеет магией оммёдзи.

## Персонажи
Субару Сумэраги — 16-летний маг, тринадцатый глава клана магов-оммёдзи Сумэраги. Один из Драконов Небес в продолжении «Токио Вавилона» — манге X. В манге Tsubasa: Reservoir Chronicle является вампиром.
Хокуто Сумэраги — старшая сестра-близнец Субару.
Сэйсиро Сакурадзука — 25-летний ветеринар, лучший друг Субару и Хокуто. Также является главой клана убийц Сакурадзукамори, противостоящего клану Сумэраги. Впервые встречает Субару за 7 лет до начала событий в манге и заключает с ним пари, вокруг которого и крутится основной сюжет манги. В манге X является одним из Драконов Земли. Альтернативная версия персонажа так же появляется в Tsubasa: Reservoir Chronicle.